# رافاييل إغليسياس
رافاييل إغليسياس (بالإسبانية: Rafael Iglesias)‏ هو منافس ألعاب قوى إسباني، ولد في 5 يوليو 1979.

## وصلات خارجية
- رافاييل إغليسياس على موقع الاتحاد الدولي لألعاب القوى (الإنجليزية)